# Christopher Bowes
Christopher Alexander Bowes (Gravesend, Inglaterra, Reino Unido, 23 de junio de 1986) es un músico británico, conocido por ser el vocalista de la banda de folk metal Alestorm y por ser el fundador y tecladista de la banda de power metal Gloryhammer.

## Discografía

### Con Alestorm
Álbumes de estudio
- Captain Morgan's Revenge (2008)
- Black Sails at Midnight (2009)
- Back Through Time (2011)
- Sunset on the Golden Age (2014)
- No Grave But The Sea (2017)
- Curse of the Crystal Coconut (2020)
- Seventh Rum of a Seventh Rum (2022)

EP/Demos/sencillos
- Battleheart (EP) (2006)
- Terror on the High Seas (EP) (2006)
- Heavy Metal Pirates (sencillo) (2008)
- Leviathan (EP) (2008)
- In the Navy (sencillo) (2013)

Álbumes en vivo
- Live At Wacken Open Air (2009)
- Live At the End Of the World (2013)
- Live In Tillburg (2021)

(2019)
Recopilaciones
- With Us or Against Us (2007)
- Battle Metal V (2007)
- Battle Metal VI (2008)
- With Us or Against Us X (2008)
- Black Sails Over Europe (2009)

### Con Gloryhammer
Álbumes de estudio
- Tales from the Kingdom of Fife (2013)
- Space 1992: Rise of the Chaos Wizards (2015)
- Legends From Beyond The Galactic Terrorvortex (2019)

## Equipamiento
- Teclado Korg TR-Rack
- Teclado Roland AX-7